# Drei Zinnen Mountains
Die Drei Zinnen Mountains (ehemaliger Name: Drei Zinnen) ist eine Kalkstein-Bergkette im Neuguinea-Hochland im westlichen Papua-Neuguinea. Die Bergkette liegt im Telefomin District im Süden der Provinz Sandaun von Papua-Neuguinea und erhielt ihren Namen in der deutschen Kolonialzeit, die das Gebiet im 19. und Anfang des 20. Jahrhunderts zunächst prägte.
Die Bergkette verläuft grob in Ost-West-Richtung parallel nördlich zum Oberlauf des Sepik. Die deutsche Kaiserin-Augusta-Fluss-Expedition unter anderem mit dem Geographen Walter Behrmann drang 1912–13 in diese Gegend vor. Vermutlich stammt auch die Namensgebung aus dieser Zeit.